# Lenildo Tabosa Pessoa
Lenildo Tabosa Pessoa (Caruaru, janeiro de 1935  —  Caruaru, 15 de setembro de 1993) foi um jornalista e escritor brasileiro.
Ex-seminarista cursou Filosofia na Pontifícia Universidade Gregoriana em Roma e Direito no Recife.
Durante a década de 1960 e 1970 tornou-se famoso jornalista, tendo depois se desenvolvido como romancista. Suas principais especialidades foram aviação e política nacional e internacional, participou diversas vezes do programa Roda Viva, como entrevistador, protagonizou uma das entrevistas mais polêmicas quando provocou reação de Leonel Brizola, ao perguntar a origem da história segundo a qual, quando os esquerdistas brasileiros visitavam Cuba, Fidel Castro costumava perguntar sobre Brizola: "Como é que vai 'El Ratón'?". Brizola respondeu à pergunta dizendo que Lenildo "tinha uma cara de 'ratón' como poucos que ele havia visto"..
Bom polemista, dono de um texto elegante, crítico sutil e mordaz, notabilizou-se por sua posição conservadora, antagônica ao comunismo e à Teologia da Libertação, corrente progressista da Igreja Católica, foi um duro crítico da CNBB. Alguns relatos dão conta de sua suposta participação, como inquisidor, na repressão à insurgência de esquerda contra o regime militar brasileiro .
Redator titular dos jornais O Estado de S. Paulo e Jornal da Tarde como colunista em seus campos de especialização, foi também professor de Direito Internacional Público na Faculdade de Direito de São Bernardo do Campo. Autor das obras A Revolução Popular (1966), Não Faça Voo Cego (1978), A Lágrima (1980), O Reencontro (1984) e História da Aviação Comercial Brasileira (1989), seu livro Não Faça Voo Cego consagrou-se como best seller. Morreu vítima de um acidente aéreo em sua cidade natal.